# Economia Guineei
În ciuda resurselor naturale de excepție (aur, aluminiu, bauxită, diamante), Guineea este una din cele mai sărace țări ale lumii. Majoritatea oamenilor se ocupă cu agricultura și câștigă 1 dolar pe zi. Se cultivă orez, mei și alte cereale. Produse de export: banane, arahide de pământ, nuci de cocos, gumă arabică ș.a. majoritatea veniturilor provin din agricultură și industria metalurgică.